# 舊拉德恰
51°22′45″N 29°17′46″E / 51.37917°N 29.29611°E
舊拉德恰（羅馬化：Stara Radcha）是烏克蘭北部的村落，隸屬日托米爾州的科羅斯滕區。該村面積0.19平方公里，海拔高度140米，2001年人口16，人口密度每平方公里84.21人。